# Michael Mørkøv
Michael Mørkøv, né le 30 avril 1985 à Kokkedal, est un coureur cycliste danois. Il court sur route et sur piste. Sprinteur, il est surtout considéré comme l'un des meilleurs poissons-pilotes au monde. Il est notamment champion olympique à l'américaine en 2020, triple champion du monde de course à l'américaine en 2009, 2020 et 2021. Sur route, il est triple champion du Danemark et a remporté une étape du Tour d'Espagne 2013.

## Biographie
Michael Mørkøv a commencé sa carrière sur la piste, et devient champion du Danemark de la course aux points en 2004. Il est médaillé d'argent aux Jeux olympiques de Pékin en 2008 en poursuite par équipes avec Jens-Erik Madsen, Alex Rasmussen et Casper Jørgensen.
Lors de sa première participation au Tour de France en 2012, il endosse le premier maillot à pois de l'édition, le conservant jusqu'à la septième étape. 
Il obtient sa première victoire sur le World Tour, lors de la 6e étape du Tour d'Espagne 2013 au sprint.
Le coureur danois signe un contrat avec la formation Katusha pour l'année 2016.
En 2017 il est sélectionné pour participer aux championnats d'Europe de cyclisme sur route. En août, il signe un contrat chez Quick-Step Floors, équipe belge du WorldTour. 
Il remporte une deuxième fois le championnat du Danemark sur route puis,il est sélectionné pour représenter son pays au championnat d’Europe sur route en août 2018.Il termine dix-huitième du championnat d'Europe sur route à Glasgow.
Il remporte son troisièmes et dernier championnat du Danemark sur route.Fin juillet 2019, il est sélectionné pour représenter son pays aux championnats d'Europe de cyclisme sur route. Il s'adjuge à cette occasion la cinquième place de la course en ligne.
Au mois d'août 2020, il se classe troisième du championnat du Danemark de cyclisme sur route.
Mørkøv est sélectionné sur le Tour de France 2021 pour être le lanceur de Mark Cavendish.
Lors de la 13ème étape il lance parfaitement le sprinteur de l’île de man qui remporte sa 34ème victoire sur le Tour de France et finit 2ème juste devant Philipsen 
Mørkøv est hors-délais lors de la quinzième étape du Tour de France 2022.
Michael Mørkøv s'engage avec Astana Qazaqstan en 2024, il y retrouve Mark Cavendish dont il a été le lanceur en 2021 et 2022.
Le 8 juillet 2024, lors de la première journée de repos du Tour de France 2024, il annonce la fin sa carrière à l'issue de la saison.

## Palmarès sur route

### Par années
- 2005

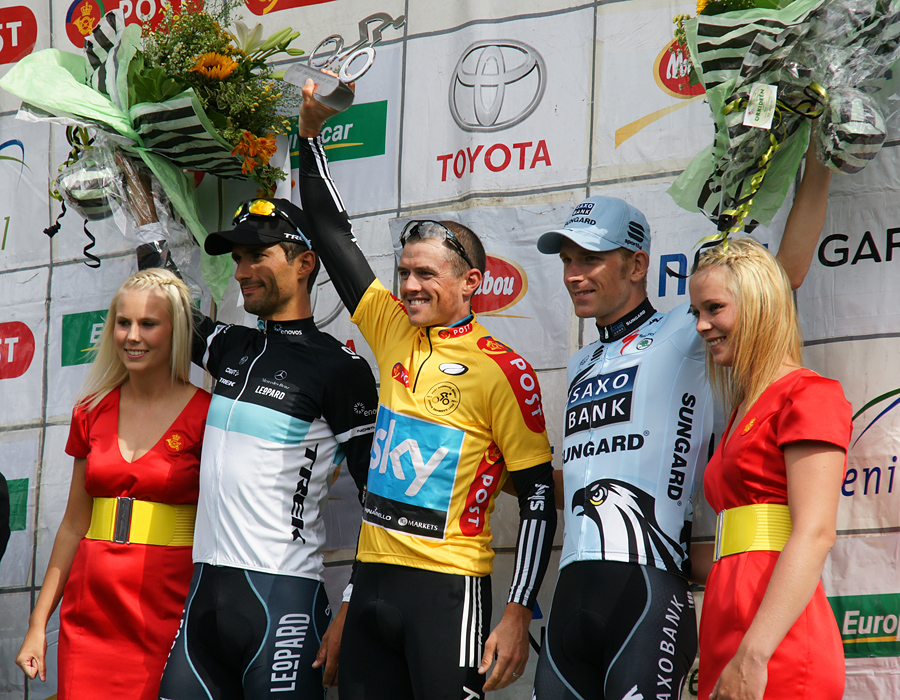
À droite, sur le podium final du Tour du Danemark 2011

  -  Champion du Danemark du contre-la-montre par équipes
- 2006
  - Skive-Løbet
- 2007
  - 2e du Tour des Flandres espoirs
- 2008
  -  Champion du Danemark du contre-la-montre par équipes
  - 2e étape du Tour du Cap
  - 2e du Duo normand (avec Casper Jørgensen)
- 2010
  - 3e du championnat du Danemark du contre-la-montre
- 2011
  - Fyen Rundt
  - 3e du Tour du Danemark
- 2012
  - Sparekassen Himmerland Grand Prix
  - 3e du championnat du Danemark du contre-la-montre
- 2013
  -  Champion du Danemark sur route
  - 6e étape du Tour d'Espagne
  - 2e de Paris-Tours
- 2014
  - 3e du championnat du Danemark sur route
  - 3e du Tour de Luxembourg
- 2015
  - 6e étape du Tour du Danemark
- 2016
  - 10e de Gand-Wevelgem
- 2018
  -  Champion du Danemark sur route
  - 2e du Fyen Rundt
- 2019
  -  Champion du Danemark sur route
  - 2e de la Gullegem Koerse
  - 3e de la RideLondon-Surrey Classic
  - 5e du championnat d'Europe sur route
  - 7e de la Cadel Evans Great Ocean Road Race
- 2020
  - 3e du championnat du Danemark sur route
- 2021
  - 8e de la Classic Bruges-La Panne

### Résultats sur les grands tours

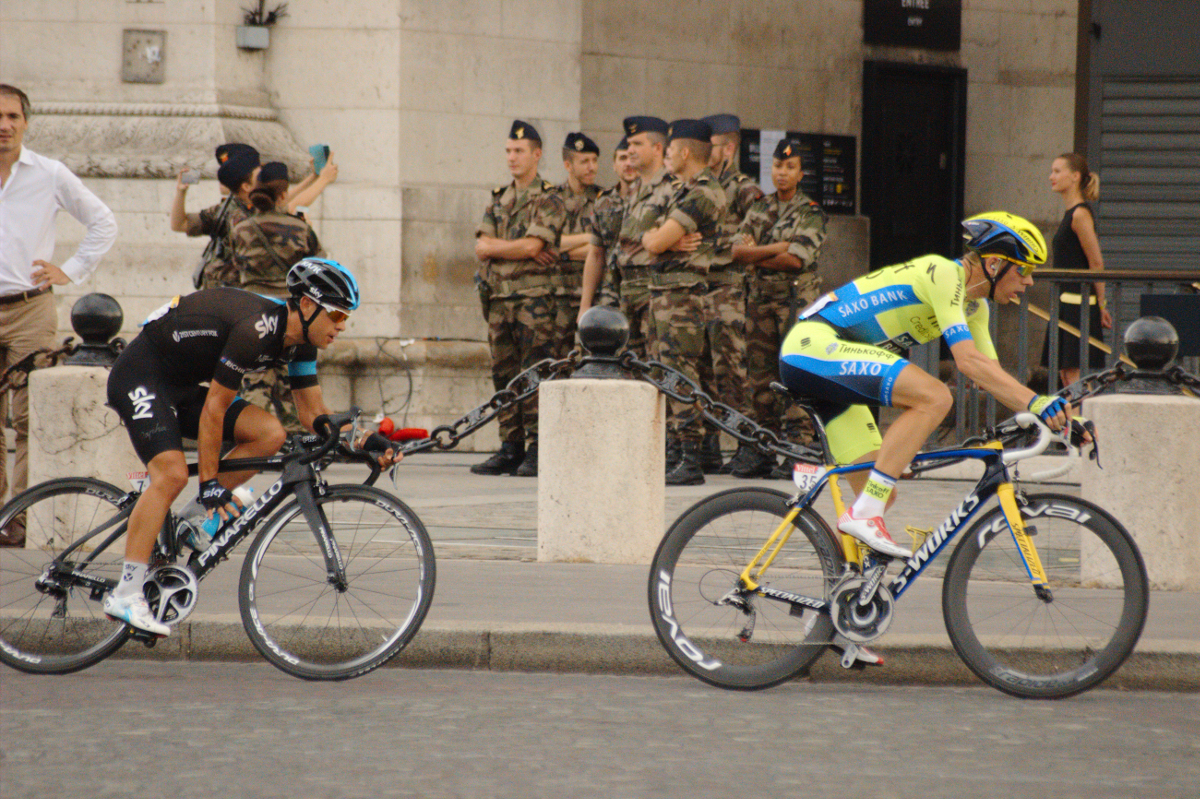
Michael Morkov lors de la dernière étape du Tour de France 2014

#### Tour de France
9 participations
- 2012 : 93e
- 2014 : 134e
- 2016 : abandon (8e étape)
- 2019 : 152e
- 2020 : 130e
- 2021 : 138e
- 2022 : hors-délais (15e étape)
- 2023 : 150e et lanterne rouge
- 2024 : non-partant (12e étape)

#### Tour d'Italie
4 participations
- 2010 : 129e
- 2011 : 156e
- 2018 : 107e
- 2022 : non-partant (7e étape)

#### Tour d'Espagne
4 participations
- 2013 : 128e, vainqueur de la 6e étape
- 2017 : 137e
- 2018 : 148e
- 2020 : 121e

### Classements mondiaux
| Année                                 | 2007 | 2008 | 2009 | 2010 | 2011 | 2012 | 2013 | 2014 | 2015 | 2016  | 2017  | 2018 | 2019 | 2020 | 2021 | 2022 | 2023  | 2024  |
| ------------------------------------- | ---- | ---- | ---- | ---- | ---- | ---- | ---- | ---- | ---- | ----- | ----- | ---- | ---- | ---- | ---- | ---- | ----- | ----- |
| UCI World Tour                        |      |      |      |      | nc   | nc   | 137e | nc   | nc   | 201e  | 424e  | 245e |      |      |      |      |       |       |
| Classement mondial                    |      |      |      |      |      |      |      |      |      | 475e  | 1640e | 320e | 122e | 267e | 327e | 518e | 1110e | 2658e |
| UCI Europe Tour                       | 457e | 760e |      |      |      |      |      |      |      | 1347e | 1063e | 225e | 101e | 218e | 276e | 410e | nc    | nc    |
| UCI Asia Tour                         | nc   | 158e |      |      |      |      |      |      |      | 329e  | nc    | nc   |      |      |      |      |       |       |
| UCI Africa Tour                       | nc   | 149e |      |      |      |      |      |      |      | nc    | nc    | nc   |      |      |      |      |       |       |
|                                       |      |      |      |      |      |      |      |      |      |       |       |      |      |      |      |      |       |       |
| Légende : nc = non classéSource : UCI |      |      |      |      |      |      |      |      |      |       |       |      |      |      |      |      |       |       |

## Palmarès sur piste

### Jeux olympiques
- Pékin 2008
  -  Médaillé d'argent de la poursuite par équipes
  - 6e de l'américaine
- Londres 2012
  - 5e de la poursuite par équipes
- Tokyo 2020
  -  Champion olympique à l'américaine (avec Lasse Norman Hansen)
- Paris 2024
  -  Médaillé de bronze de la course à l'américaine

### Championnats du monde
- Palma de Majorque 2007
  -  Médaillé de bronze de la poursuite par équipes
- Manchester 2008
  -  Médaillé de bronze de l'américaine
- Pruszkow 2009
  -  Champion du monde de l'américaine (avec Alex Rasmussen)
- Berlin 2020
  -  Champion du monde de l'américaine (avec Lasse Norman Hansen)
- Roubaix 2021
  -  Champion du monde de l'américaine (avec Lasse Norman Hansen)
- Ballerup 2024
  -  Médaillé de bronze de l'américaine

### Coupe du monde
- 2004-2005
  - 2e de l'américaine à Sydney
- 2005-2006
  - 1er de la poursuite par équipes à Sydney (avec Jens-Erik Madsen, Alex Rasmussen et Casper Jørgensen)
  - 1er de l'américaine à Sydney (avec Alex Rasmussen)
- 2006-2007
  - 1er de l'américaine à Los Angeles (avec Alex Rasmussen)
  - 2e de la poursuite par équipes à Sydney
  - 2e de l'américaine à Sydney
  - 2e de la poursuite par équipes à Los Angeles
  - 3e de l'américaine à Moscou
- 2007-2008
  - 1er de l'américaine à Copenhague (avec Alex Rasmussen)
  - 2e de la poursuite par équipes à Los Angeles
  - 2e de l'américaine à Los Angeles
  - 2e de la poursuite par équipes à Copenhague
  - 3e de l'américaine à Sydney
- 2018-2019
  - 1er de l'américaine à Saint-Quentin-en-Yvelines (avec Lasse Norman Hansen)

### Championnats d'Europe
| Édition / Épreuve | Poursuite par équipes | Américaine              | Derrière derny |
| 2008              |                       | Argent                  | Bronze         |
| Apeldoorn 2011    | Argent                |                         |                |
| Apeldoorn 2019    |                       | Or (avec Norman Hansen) |                |
| Apeldoorn 2024    |                       | Bronze                  |                |

### Six jours
- Six jours de Grenoble : 2007 et 2008 (avec Alex Rasmussen)
- Six jours de Copenhague : 2009, 2010, 2011 et 2015 (avec Alex Rasmussen), 2013 et 2017 (avec Lasse Norman Hansen) et 2018 (avec Kenny De Ketele)
- Six jours de Gand : 2009 (avec Alex Rasmussen) et 2015 (avec Iljo Keisse)
- Six jours de Berlin : 2010 (avec Alex Rasmussen)
- Six jours de Fiorenzuola d'Arda : 2010 (avec Alex Rasmussen)
- Six jours d'Amsterdam : 2012 (avec Pim Ligthart)
- Six Jours de Rotterdam : 2024 (avec Tobias Aagaard Hansen)

### Championnats du Danemark
- Champion du Danemark de la course aux points juniors : 2003
- Champion du Danemark de la course aux points : 2004, 2006 et 2008
- Champion du Danemark de l'américaine : 2006, 2007, 2008, 2009, 2010, 2011, 2013 (avec Alex Rasmussen) et 2012 (avec Lasse Norman Hansen)
- Champion du Danemark de la poursuite par équipes : 2008
- Champion du Danemark du scratch : 2008
- Champion du Danemark de l'omnium : 2011

## Distinctions
- Cycliste danois de l'année en 2008 et 2009 (avec l'équipe danoise de poursuite par équipes)
- UEC Hall of Fame[13]